# Albatros B.II
El Albatros B.II era un biplano biplaza desarmado de reconocimiento usado por las Luftstreitkräfte (fuerzas aéreas) del Ejército Imperial alemán durante la Primera Guerra Mundial. Fue el primer diseño para la compañía constructora del más tarde famoso diseñador Ernst Heinkel.

## Historia y diseño

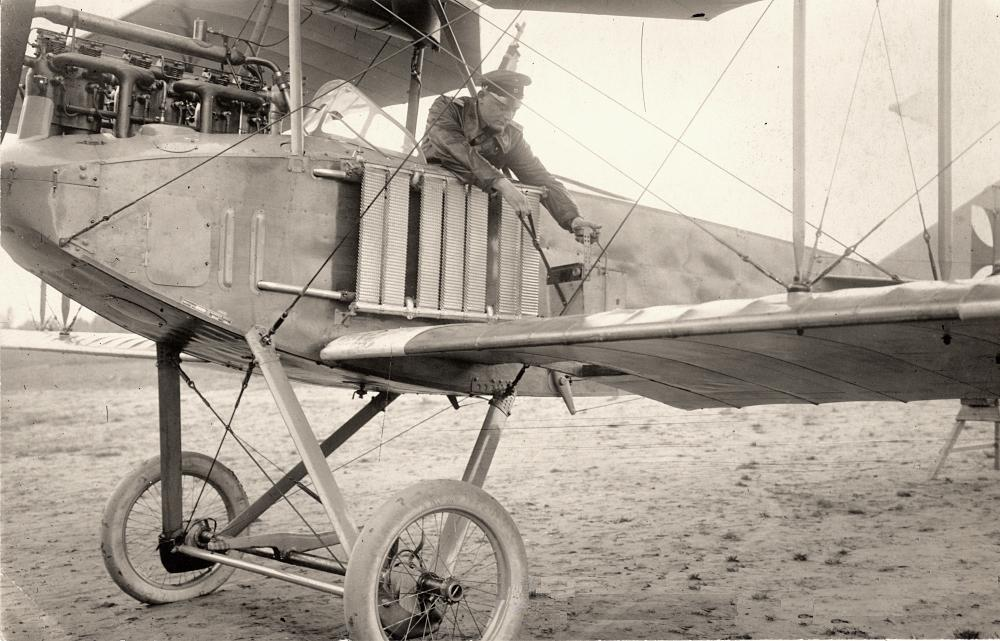
Albatros BII

Con su primer vuelo en 1914, se construyerpn gran cantidad de los modelos B.I y B.II y, a pesar de ser relegados del servicio en la línea del frente en 1915 al introducirse los modelos biplaza armados tipo C, el B.II permaneció en servicio como avión de entrenamiento y comunicaciones hasta 1918 Albatros B volando sobre un paraje alemán en 1916. El Albatros B.II también fue utilizado por la Fuerza Aérea Sueca en 1919 y por la Fuerza Aérea de Polonia durante la Guerra Polaco-Soviética en 1920.
El B.II tenía una envergadura más corta que el B.I. En 1914 consiguió un récord de altitud de 4500 m (14 765 ft). La disposición de los asientos no era la ideal; el piloto ocupaba la cabina posterior y el observador se sentaba al frente al nivel de las alas, lo cual reducía enormemente la visión hacia abajo del piloto, mientras que el prominente bloque del motor tapaba casi completamente la vista por encima del morro. Cuando Albatros desarrolló la versión armada Albatros C.I basada en su serie tipo B, las posiciones de los asientos fueron alternadas de tal manera que el observador/artillero tuviera una mejor movilidad y vista del campo de batalla.

## Variantes
Albatros B.II-W
Albatros B.IIa
Albatros B.III

## Operadores
- Finlandia: 5 aeronaves, (posguerra)
- Imperio Alemán: Luftstreitkräfte
- Lituania (posguerra).
- Polonia (posguerra).
- Suecia: 47 aeronaves (posguerra).

## Historia operacional

### Uso en Suecia
En 1914, el constructor alemán Albatros Flugzeugwerke GmbH estaba visitando muchos países del norte de Europa, mostrando su nueva aeronave, el Albatros B.IIa. En ese momento, esta aeronave era considerada uno de los mejores aviones con cometido principal de entrenamiento. Sin embargo, el tren de aterrizaje y la hélice estaban dañados cuando arribaron a Suecia. Debido al estallido de la I Guerra Mundial, no se podían enviar repuestos a Suecia, y por lo tanto la nave fue internada. Se la reparó y utilizó como avión de entrenamiento por la Fuerza Aérea Sueca. Esta aeronave fue más tarde copiada y fabricada en Suecia por cinco diferentes compañías constructoras de aviones: Svenska Aeroplanfabriken (SAF), Södertelge Werkstäder (SW), Marinens Flygväsende (MFV), Nordiska Aviatikbolaget (NAB) y Flygkompaniets Verkstäder Malmen (FVM). Fue el primer avión de entrenamiento militar en Suecia y recibió la denominación Sk 1y Ö2 en la Fuerza Aérea Sueca (los dos modelos eran ligeramente diferentes, distinguiéndose por la elección del motor). El modelo estuvo en servicio hasta 1935, y una aeronave fue más tarde vendida a Finlandia.

### Uso en Finlandia
Los modelos Albatros NAB Tipo 9 (y el Albatros SW 20), Tipo 12 y Tipo 17, estuvieron entre los primeros aviones de la Fuerza Aérea Finlandesa (de Finlandia). Se utilizaron entre 1918 y 1923. Existían dos modelos Tipo 9 y uno de cada uno de los modelos Tipo 12 y 17. Posteriormente se adquirió un modelo Albatros SW 20, el cual era similar al Tipo 9.
El avión Tipo 12 fue destruido en el vuelo de traslado a Finlandia y los restos de la aeronave se encontraron cerca de Eckerö.
| Fuerza Aérea Finlandesa Aeronave Albatros NAB (SW 20) | Fuerza Aérea Finlandesa Aeronave Albatros NAB (SW 20) | Fuerza Aérea Finlandesa Aeronave Albatros NAB (SW 20) | Fuerza Aérea Finlandesa Aeronave Albatros NAB (SW 20) | Fuerza Aérea Finlandesa Aeronave Albatros NAB (SW 20)              |
| Tipo                                                  | Código de Registro                                    | Cantidad construida                                   | Primer vuelo                                          | Último vuelo                                                       |
| ----------------------------------------------------- | ----------------------------------------------------- | ----------------------------------------------------- | ----------------------------------------------------- | ------------------------------------------------------------------ |
| SW 20 Albatros                                        | F2                                                    | 27                                                    | Comprado el 20 de febrero de 1918, de NAB             | Destruido 13 de abril de 1918                                      |
| Tipo 9                                                | F4                                                    | 3                                                     | 16 de marzo de 1918, Vaasa                            | 4 de abril de 1923                                                 |
| Tipo 9                                                | F6                                                    | 6                                                     | 15 de abril de 1918                                   | Chatarra 1918                                                      |
| Tipo 12                                               | F10                                                   | 1                                                     | 7 de marzo de 1918                                    | Hundido durante un aterrizaje de emergencia el 29 de junio de 1918 |
| Tipo 17 Jagare                                        | F8                                                    | 1                                                     | 15 de abril de 1918, Vaasa                            | 15 de abril de 1923                                                |

## Especificaciones (Albatros B.II)
Referencia datos: Enciclopedia Ilustrada de la Aviación: Vol. 1

### Características generales
- Tripulación: 2 piloto y observador
- Longitud: 7,6 m (25 ft)
- Envergadura: 12,8 m (42 ft)
- Altura: 3,2 m (10,3 ft)
- Superficie alar: 40,1 m² (431,9 ft²)
- Peso vacío: 723 kg
- Peso cargado: 1071 kg
- Planta motriz: 1× 6 cilindros en línea, enfriados por líquido Mercedes D.II / Benz Bz.II.
  - Potencia:  (120 CV  motor Benz Bz.II).
- Hélices: 1× bipala de paso fijo por motor.

### Rendimiento
- Velocidad máxima operativa (Vno): 105 km/h (65 MPH; 57 kt)
- Alcance: 4 horas aprox.
- Techo de vuelo: 3000 m (9843 ft)

### Desarrollos relacionados
- Albatros B.I
- Albatros B.III
- Albatros C.III
- Lebed XI
- Lebed XII

### Aeronaves similares
- Hansa-Brandenburg B.I

### Listas relacionadas
- Anexo:Biplanos